# Petr Mareš
Petr Mareš, né le 15 janvier 1953 à Prague, est un diplomate et homme politique tchèque, ancien membre de l'Union de la liberté – Union démocratique (US-DEU).